# Cristián Bustos Rodríguez
Cristián Bustos Rodríguez (n. Valparaíso, 16 de julio de 1983) es un atleta chileno especializado en pentatlón moderno. Ostenta el récord sudamericano de su categoría, siendo 8 años consecutivos campeón del continente, además de haber obtenido buenas posiciones en otros campeonatos. Representó a Chile en pentatlón moderno en los Juegos Olímpicos de Pekín 2008, disciplina en que su país no participaba desde Seúl 1988, cuando Ricardo Falconi, Julio Fuentes y Gerardo Cortés, este último director técnico de Bustos, compitieron en la especialidad.
Tiende a ser confundido con otro atleta chileno llamado Cristián Bustos, que es especialista en triatlón, sin embargo no son familiares.
Cristián Bustos ingresó a la Escuela Militar el año 2003 y estuvo 3 años, retirándose para dedicarse al deporte. Durante su estadía en esa escuela matriz fue galardonado como el mejor deportista de la escuela y además fue nombrado alumno destacado.
Su hermano Esteban también se dedicó al pentatlón moderno.